# Намму (річка)
Річка Намму (в'єт. Nậm Mu) — притока Да, що протікає в провінціях Лайтяу і Шонла, В'єтнам .
Річка має довжину 181 км і площу басейну водозбору 3433 км².

## Гідроенергетика
Гідроелектростанція Бантят потужністю 220 МВт, побудована на Намму в селі Тят і працює з 2013 року .
ГЕС Хуойкуанг проектною потужністю 520 МВт побудована в комуні Чієнглао і введена в експлуатацію в 2016 році ..

## Цікаві факти
- На стадії планування гідроелектростанцій на річці Намму в Шонла, назву «ГЕС Намму» було дано крихітній гідроелектростанції потужністю 12 МВт успішно побудованій у 2003 році в комуні Тантхань провінції Хазянг [9]. Тому гідроелектростанції на річці Намму в провінції Шонла перейшли на використання назв відповідно до місць розташування станцій.

21°32′47″ пн. ш. 103°55′13″ сх. д. / 21.54639° пн. ш. 103.92028° сх. д.